# Lefkos
Lefkos är en liten by på den grekiska ön Karpathos, som tidigare främst livnärde sig på fiske, men numera främst är inriktad på turism.